# دول منيري (مقاطعة دهلران)
دول منيري (بالفارسية: دول منیری) هي قرية تقع في قسم اناران الريفي (مقاطعة دهلران) في إيران. يقدر عدد سكانها بـ 12 نسمة بحسب إحصاء 2016.